# Сухумі (аеропорт)
«Сухумі-Дранда» (Бабушара  або Сухумі-Бабушара) (груз. ბაბუშარის აეროპორტი, (IATA: SUI, ICAO: UGSS)) — аеропорт міста Сухумі в Грузії.

## Опис
Побудований в середині 1960-х. Розташований в селі Бабушера Гульріпшського району за 18 км на південь від Сухумі. За радянських часів з аеропорту відбувалося безліч рейсів літаків до багатьох міст СРСР, вертольотними лініями Сухумі був сполучений з кількома населеними пунктами Абхазії. Влітку — до 5 тис. пасажирів на добу, взимку — до 1 тис. У 1993 році аеропорт був закритий. Здатний приймати будь-які повітряні судна — це відповідає міжнародним стандартам. З півдня, сходу і півночі оточений Колхідською низовиною, а із заходу — Чорним морем, завдяки чому на аеродром можлива посадка з 2-х сторін, що вигідно відрізняє його від аеропорту в Сочі.

## Характеристики
Аеродром 1-го класу, має одну штучну ЗПС довжиною 3,6 км (один з найдовших у СНД). У 60-х було відкрито будівлю аеровокзалу. Наприкінці 70-х було зроблено посилення бетонного покриття аеродрому (збільшена товщина покриття на 20 см) для прийому літаків масою до 120 тонн, а також був споруджений додатковий перон, розрахований на стоянку 4-х аеробусів типу Іл-86. У 1980-х поруч із першим аеровокзалом було відкрито новий, який сьогодні не експлуатується. У середині 1980-х злітно-посадочну смугу подовжили, що дозволило приймати пасажирські літаки класу аеробус. Першим рейсом був аеробус сполученням Москва-Сухумі-Москва.

## Аеродром після конфлікту
Після Грузино-абхазького конфлікту на аеродромі залишилося кілька кинутих літаків — 2 Ту-154, 1 Ту-134 і особистий Як-40 Едуарда Шеварднадзе (сьогодні Ту-134 і Ту-154 розрізані на металобрухт). Також залишалося велика кількість мін, заміновані були навіть ЗПС. Сьогодні є дані про 4-х загиблих мирних мешканців. В міру очищення території від мін, місцеві мешканці почали використовувати землі, які звільнилися під сільськогосподарські потреби (в основному для вирощування кукурудзи). На газоні перед аеровокзалами був встановлений пам'ятник першому коменданту аеропорту, вбитому в 1989 році. У 1998-2000 роках стару будівлю аеровокзалу відремонтували, його стали використовувати за призначенням, в ньому відкрився ресторан. У 1999 році для скління стін другої будівлі аеровокзалу Ростов-на-Дону (який збирався використовувати аеропорт «Сухумі-Дранда» як запасний) поставив партію скла, проте в липні 2000 року над аеродромом пройшов смерч, який вибив трохи скла. В аеропорту базується авіакомпанія — Абхазькі авіалінії, а також авіація ООН. Працює прикордонний пост і митниця.
11 серпня 2008 під час війни в Південній Осетії, в аеропорту вперше за 15 років приземлилися військово-транспортні літаки Росії, які доставили десантників і військову техніку.
14 вересня 2008 в аеропорту сів перший за 15 років цивільний літак — літак міністра закордонних справ Росії С. В. Лаврова.